# Merykara I
Merykara I es un posible gobernante de la dinastía IX de Egipto, c. 2145-2135 a. C. 
Este supuesto mandatario es identificado por algunos eruditos con el segundo rey de esta dinastía.
Merykara no figura en la Lista Real de Abidos ni en la Lista Real de Saqqara. Tampoco lo mencionan Sexto Julio Africano y Eusebio de Cesarea.
El fragmento del Canon Real de Turín que tenía inscrito su nombre se perdió; correspondía al registro 4.19.

## Titulatura
| Titulatura | Jeroglífico | Transliteración (transcripción) - traducción - (referencias) |

| N5 | U6 | M17 | M17 | D28 |

| N5 | U6 | M17 | M17 | D28 |

| N5 | U6 | M17 | M17 | D28 |

| N5 | U6 | M17 | M17 | D28 |

| N5 | U6 | M17 | M17 | D28 |

| N5 | U6 | M17 | M17 | D28 |

| N5 | U6 | M17 | M17 | D28 |

| N5 | U6 | M17 | M17 | D28 |

| N5 | U6 | M17 | M17 | D28 |

| N5 | U6 | M17 | M17 | D28 |

| N5 | U6 | M17 | M17 | D28 |

| N5 | U6 | M17 | M17 | D28 |

| N5 | U6 | M17 | M17 | D28 |

| N5 | U6 | M17 | M17 | D28 |

| N5 | U6 | M17 | M17 | D28 |

| N5 | U6 | M17 | M17 | D28 |

| Predecesor: Jety I | Faraón Dinastía IX | Sucesor: Neferkara III |

- Datos: Q9031846